# 防禦性醫療
防禦性醫療（英語：defensive medicine）也稱為防禦性醫療決策，是指醫護為避免被捲入投訴、處分、訴訟、賠償，而採取偏離醫學實務及病人利益的醫療行為。防禦性醫療的出現，一方面是因為醫療事故保險費用的持續上昇，另一方面是因為病人常會為醫療失當而提訟，但不會因為過度診斷而提出訴訟。
在近幾十年來的當代美國，針對醫護的訴訟的比例持續上昇，醫護被告的風險不低，因此此一手段相對普遍，對實務上的醫療行為亦有相當影響。醫師會為了避免涉及訴訟，會因此過度診斷及檢查病人，而且可能會避免治療一些高風險的病患，或是因為過高的保險費被迫停止治療。此一情形即屬防禦性醫療典型例子。

## 分類
防禦性醫療可以分為二類：确保行为（assurance behavior）及避免行为（avoidance behavior）。
确保行为是為了以下因素而進行的額外、不必要的醫療行為：
- 減少不良後果。
- 避免患者得以申請醫療事故索賠。
- 提供文件以確認醫療實務過程依照注意義務之應有標準（英语：standard of care）。

因此之後即使有被提出訴訟，也可以免除責任。
避免行为是指醫護人員拒絕進行高風險的醫療程序，或是拒絕在高風險的環境下進行醫療。

## 影響

### 醫療
根據效益主義的理論論點認為，平均來說防禦性醫療對病人有害。醫療事故訴訟常常視為是提昇醫療品質的工具，但配合著以客戶為基礎的責任制度，訴訟其實阻礙了實證醫學轉變到醫療實務的過程、對病人有害而且降低了醫療照護的品質。許多國家的民事损害赔偿法不止是不鼓勵以實證醫學進行醫療實務的醫師，相反的是在處罰這様的醫師。

### 財務
防禦性醫療也出現在許多臨床醫療的領域中，而且是醫療費用成長的主要原因之一，以美國為例，大約每年增加一百億美金。從五個美國責任險保險公司中1452個已結案的案例中隨機抽様進行分析，醫療事故從事故發生到結案的平均時間大約是五年。賠償費用為$3.76億美元，而訴訟費用為$730萬美元，合計4.49億美元。系統增加的成本也很驚人：賠償金中有35%給原告的律師，若再加上辯護費用，共佔了原告賠償金的54%。